# Turban
Turban ( špa. i tal. turbante, od perzijskog dulband, gdje jedul, (krug), i band (zavoj)), pokrivalo je za glavu poznato još iz starih vremena, koje se sastoji od 5-6 metara dugog i 20 centimetara širokog komada muslina, svile ili vune, i koje se omotava i upliće oko polukružne ili cilindrične kape bez oboda.
Turban je u islamu zaštitni znak vjernika ("uzeti turban" = biti musliman). Zeleni turban smiju nositi samo potomci proroka Muhameda; bijeli turban nose pripadnici pisara i plemstva, dok običan narod nosi šarene turbane. 
Sultanov turban kao i turbani drugih velikodostojnika bili su ukrašeni s ptičijim perjem i dijamantima. U osmanskim ministarstvima turban je zamijenjen 1826. godine s crvenim fesom. U sikhizmu turban je simbol samopoštovanja.
Početkom 19. stoljeća turban je kratkoročno dobio na popularnosti kao dio europske mode, kojeg su nosile žene kao ukras. U heraldici turban je bio znak križara. Turbani u SAD-u se djelomično povezuju s terorizmom i u tom kontekstu se koristi slang riječ "Towelhead".